# Coussarea verticillata
Coussarea verticillata är en måreväxtart som beskrevs av Johannes Müller Argoviensis. Coussarea verticillata ingår i släktet Coussarea och familjen måreväxter. Inga underarter finns listade i Catalogue of Life.